# Grays (Essex)
Pour les articles homonymes, voir Grays.
Grays est la plus importante commune de Thurrock dans le comté de Essex. Elle se situe à 20 km à l'est de Londres, sur la rive gauche de la Tamise.